# (32261) 2000 OS58
2000 OS58 (asteroide 32261) é um asteroide da cintura principal. Possui uma excentricidade de 0.08481880 e uma inclinação de 2.26344º.
Este asteroide foi descoberto no dia 29 de julho de 2000 por LONEOS em Anderson Mesa.